# Liste der Monuments historiques in Faux-Villecerf
Die Liste der Monuments historiques in Faux-Villecerf führt die Monuments historiques in der französischen Gemeinde Faux-Villecerf auf.

## Liste der Objekte
| Bezeichnung                       | Beschreibung                                               | Standort                       | Kennzeichnung | Schutzstatus | Datum | Bild |
| --------------------------------- | ---------------------------------------------------------- | ------------------------------ | ------------- | ------------ | ----- | ---- |
| Skulptur einer Heiligen           | Kalkstein, farbig gefasst, 15. Jahrhundert                 | in der Kirche St-Martin (Lage) | PM10000806    | Classé       | 1908  |      |
| Skulptur Madonna mit Kind         | Kalkstein, farbig gefasst, um 1700                         | in der Kirche St-Martin (Lage) | PM10000807    | Classé       | 1983  |      |
| Prozessionsstab Heiliger Nikolaus | Eichenholz, vergoldet, 18. Jahrhundert; Verbleib unbekannt | in der Kirche St-Martin (Lage) | PM10003952    | Inscrit      | 1984  |      |